# Cyperus fulvoalbescens
Cyperus fulvoalbescens là loài thực vật có hoa trong họ Cói. Loài này được T.Koyama mô tả khoa học đầu tiên năm 1955.
Cỏ đa niên, căn hành bò, cứng có vảy nâu đen, thân thành chuỗi cao 40 –80 cm. thân có 3 cạnh, rộng khoảng 1.5 mm. Ở phần gốc phình to ra 8 mm. Lá có phiến rộng 3mm, dài 20 – 30mm. Phát hoa, có lá hoa dài, hoa đầu rộng 2 –3 cm, gié hoa dài 1-2.2 cm, mài dài 6mm, màu vàng trắng hay ngâm đen, 5 -7 ngân. Bế quả cao 1.3 mm màu đen. Sinh sản bằng hạt và thân ngầm, thích hợp nơi đất sét, ven lộ. 